# North Clifton
North Clifton – wieś i civil parish w Anglii, w Nottinghamshire, w dystrykcie Newark and Sherwood. W 2011 civil parish liczyła 216 mieszkańców.